# Группы семейства AKB48
Группы семейства AKB48 (яп. AKB48グループ) или сестринские группы AKB48, сокращённо 48G — объединение женских идол-групп, основанных Ясуси Акимото по единой концепции «звёзд, с которыми можно увидеться». В настоящее время он состоит из 5 сестринских групп в разных местах Японии и 7 сестринских групп в крупных азиатских городах за рубежом от Индонезии до Индии. Родственные группы из Японии не только выпускают свои собственные синглы, но также выступают на некоторых синглах AKB48 и на различных мероприятиях. Они также отправляют участников на ежегодные мероприятия AKB48, такие как всеобщие выборы. Родственные группы за пределами Японии выпускают версии синглов AKB48 на местном языке.
В семейство входят AKB48 (Токио), SKE48 (Сакаэ), NMB48 (Намба), HKT48 (Хаката), NGT48 (Ниигата), STU48 (регион Сэтоути), JKT48 (Джакарта), BNK48 (Бангкок), MNL48 (Манила), AKB48 Team SH (Шанхай), AKB48 Team TP (Тайбэй), CGM48 (Чиангмай).
Группы проекта нередко проводят совместные мероприятия, а участницы могут переводиться руководством между группами или получать двойные и конкурентные позиции. Кроме того, для исполнения заглавных песен макси-синглов главной группы — AKB48 — привлекаются участницы других, чаще только японских, групп проекта.
Также с октября 2012 по 9 июня 2016 в состав входила SNH48 (Шанхай) под руководством STAR48. 9 июня 2016, после того, как STAR48 объявили о создании сестринских групп BEJ48 (Пекин) и GNZ48 (Гуаньчжоу), все группы под руководством AKS Co., Ltd. удалили с официальных сайтов весь контент, связанный с SNH48, объявив группу полностью независимой. Причиной разрыва отношения с китайским руководством послужило нарушение контракта, запрещающего создавать дочерние проекты без согласования с японским руководством.

## Концепция
В 2005 году Ясуси Акимото придумал концепцию «звёзд, с которыми можно увидеться». В её основу он заложил регулярное проведение идол-группой специальных мероприятий — «хэндшейков» и выступлений в личном театре. Первой группой такого формата стала AKB48, созданная 8 декабря 2005. Данные установки применимы ко всем группам семейства.

### Театр

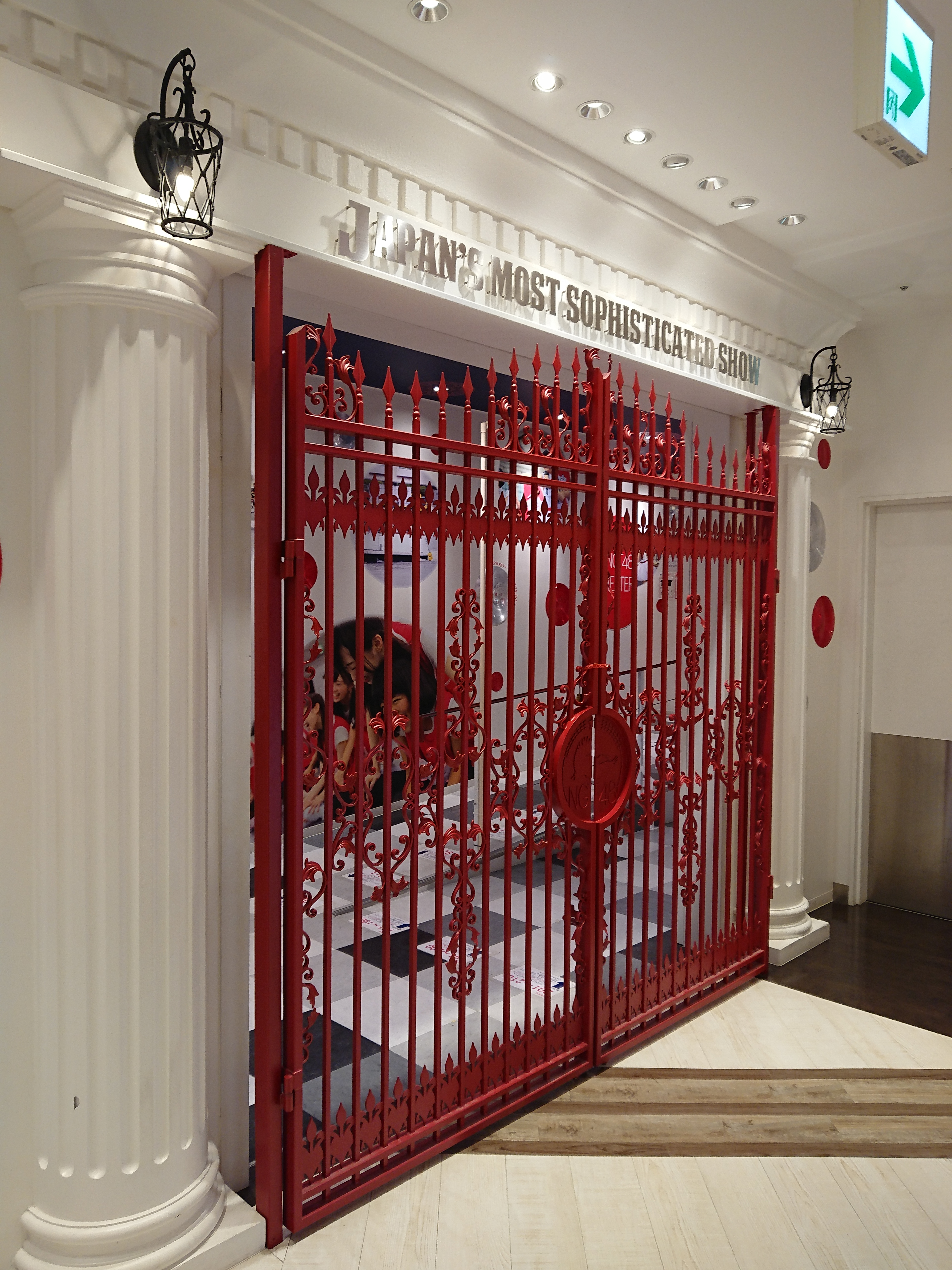
Вход в театр NGT48

У каждой группы семейства есть региональный театр, вместимостью на 250—300 человек. Еженедельно в каждом театре проводится по несколько выступлений — стейджей.
Театр STU48 находится на борту корабля, который перемещается между городами семи префектур региона Сэтоути — Ямагути, Хиросима, Окаяма, Хиого, Токусима, Кагава и Эхиме.
В холлах театров представлены фотопортреты действующих участниц.

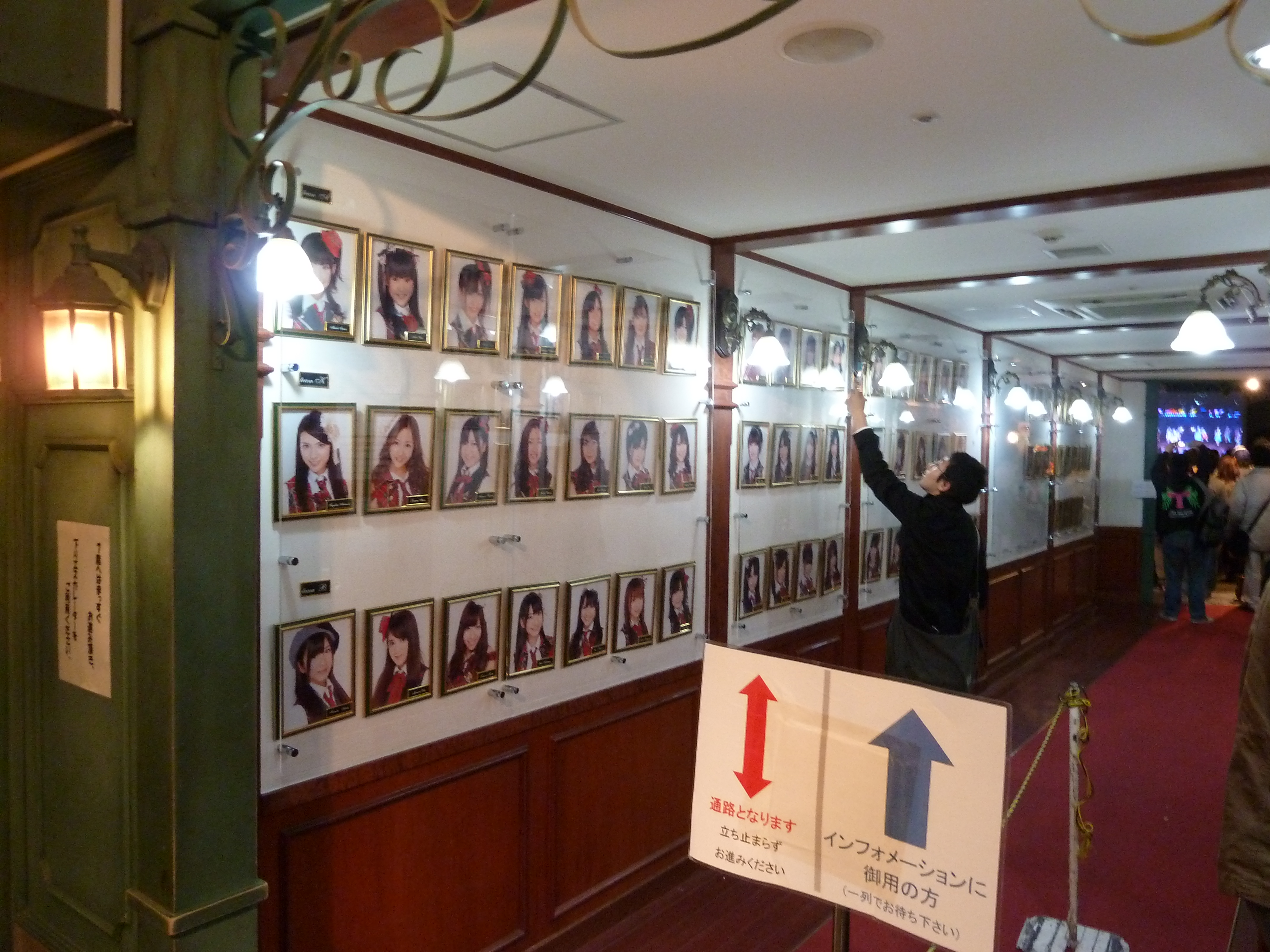
Аллея с фотопортретами участниц в театре AKB48

### Ротационный состав
- Система команд. Для осуществления регулярных выступлений в региональных театрах, участницы делятся на команды в среднем по 16 человек. Кроме основных команд, существует команда стажёрок (за исключением JKT48, где для стажёрок выделено две команды в рамках академии по повышению навыков).[7]
- Двойная и конкурирующая позиции. Одна участница может состоять в двух командах одной группы или в двух группах семейства одновременно. Пребывание одновременно в двух командах одной группы называется двойной позицией, в двух группах — конкурирующей позицией.
- Поколения. С некой периодичностью в группы устраивают прослушивания. Каждый набор участниц формирует поколение.
- Выпускные. Уходя из группы, участницы объявляют о «выпуске» (по аналогии с выпускными вечерами в школе). В 2019 году из групп семейства «выпустились» 143 участницы. Обычно об уходе сообщают лично на концертах, хэндшейках, стейджах, радио, телевизионных шоу, в газетах, социальных сетях или через менеджмент на официальном сайте. Стандартные причины для «выпуска» — желание сосредоточиться на учёбе, сольной карьере, проблемы со здоровьем. Выпускная церемония завершается последним выступлением в театре, после чего участница снимает свой фотопортрет со стены в холле. Наиболее известные участницы нередко в дополнение получают сегмент для выпускной церемонии на концертах, реже — целые выпускные концерты.
- Прекращение активности. При нарушении правил участницу могут понизить — перевести из основной команды в команду стажёрок, перевести в сестринскую группу или же прекратить её активность в группе — уволить без проведения выпускной церемонии.

### Хэндшейки

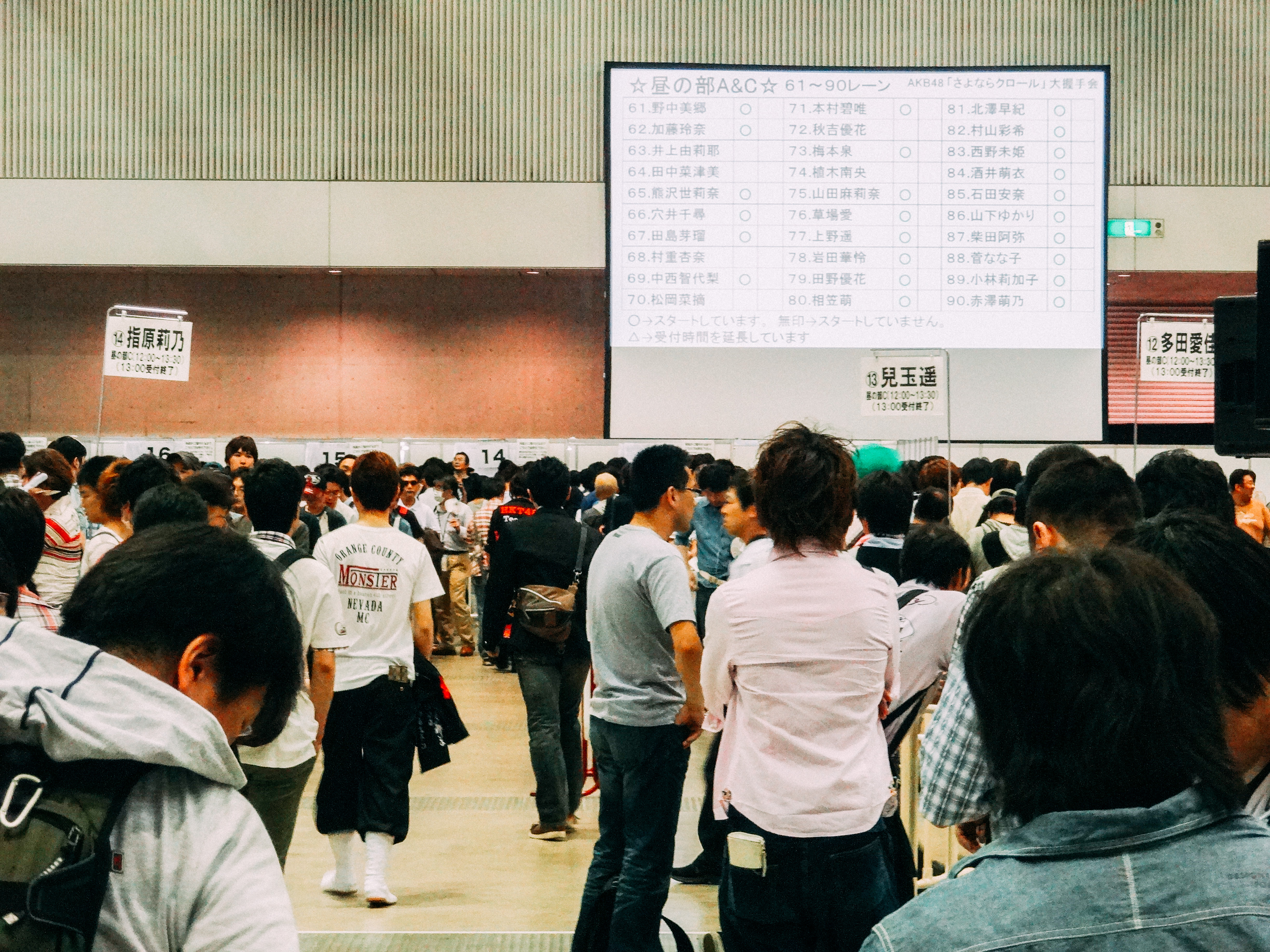
Ожидание очереди на хэндшейке в июле 2013

Хэндшейк — приуроченное к выходу сингла мероприятие, на котором фанаты могут встретиться с участницами групп и пожать им руку. Различают два вида хэндшейков — национальные и региональные.
- На национальных хэндшейках фанаты пожимают руку всем участницам ряда, который они выбрали. Билеты на такое мероприятие можно найти в лимитированном издании физической копии макси-сингла.
- На региональных хэндшейках фанаты встают в очередь к конкретной участнице. Билеты на данный вид хэндшейка можно найти исключительно в театральном издании физической копии макси-сингла. Один билет гарантирует 10 секунд общения с участницей. Билеты можно суммировать, чтобы потратить больше времени на общение. Кроме того, на региональный хэндшейк надо пройти предварительную регистрацию за 1-2 месяца до мероприятия.

## Produce 48и IZ*ONE

### Шоу
15 июня 2018 года группы AKB48 приняли участие в корейском реалити-шоу Produce 48, которое стало третьим сезоном сериала  Mnet Produce 101. В шоу приняли участие 96 девушек, которые соревновались за место в женской группе из 12 человек, которая будут продвигаться как в Корее, так и в Японии в течение двух с половиной лет. Из этих 96 трейни 57 были из корейских агентств талантов, в то время как 39 были из группы AKB48. 31 августа 2018 года вышел в эфир финальный эпизод шоу, и были выбраны финальные участницы для дебюта в новой группе под названием IZ*ONE. Среди 12 участниц, выбранных для дебюта, были Хитоми Хонда из AKB48, Нако Ябуки из HKT48 и Сакура Мияваки.

### IZ*ONE

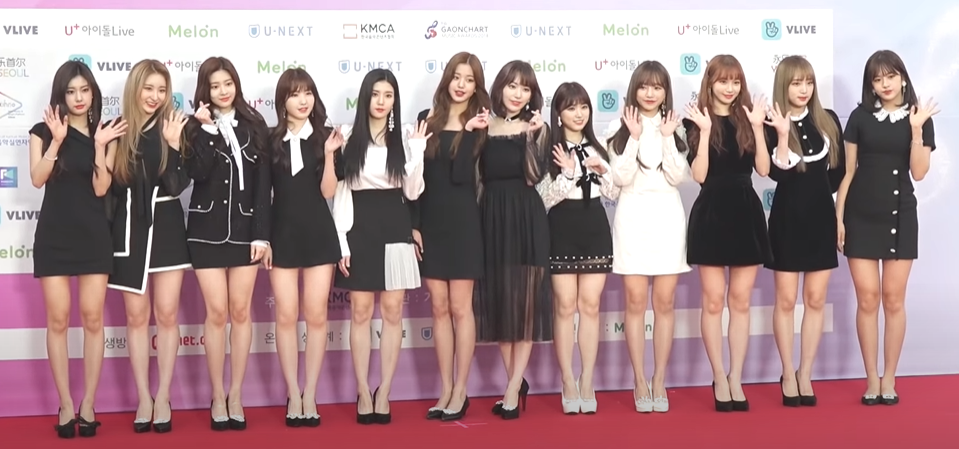
IZ*ONE в 2019 году.

Iz*One сразу же добились успеха, их дебютный концерт в Олимпийском зале был распродан за считанные минуты. 29 октября 2018 года был выпущен их первый мини-альбом Color*Iz, который разошелся тиражом более 34 000 копий, как сообщает чарт Hanteo , установив новый рекорд по наибольшему количеству проданных альбомов в первый день дебютного релиза корейской женской группы. Музыкальное видео на главный сингл «La Vie en Rose» набрало более 4,5 миллионов просмотров в течение 24 часов после его выхода на YouTube, что делает его самым просматриваемым дебютным музыкальным видео корейской группы за последние 24 часа. С момента своего дебюта группа получила множество наград, в том числе «Лучший новичок года» на Mnet Asian Music Awards.
В апреле 2021 года они официально распались, и все участники вернулись в свои агентства.

## Группы
| Название группы | Цвет                          | Дата создания | Команды                                                        | Локация                       | Примечания                                           |
| --------------- | ----------------------------- | ------------- | -------------------------------------------------------------- | ----------------------------- | ---------------------------------------------------- |
| AKB48           | Розовый                       | 2005–н.в      | Команда A, Команда K, Команда B, Команда 4, Команда 8, стажёры | Акихабара, Токио              | Основная группа                                      |
| SKE48           | Оранжевый                     | 2008–н.в      | Команда S, Команда KII, Команда E, стажёры                     | Сакаэ, Нагоя                  | Первая сестринская группа                            |
| NMB48           | Леопардовый принт             | 2010–н.в      | Команда N, Команда M, Команда BII, стажёры                     | Намба, Осака                  | Единственная дочерняя группа, не управляемая AKS     |
| HKT48           | Чёрный                        | 2011–н.в      | Команда H, Команда KIV, Команда TII, стажёры                   | Хаката, Фукуока               | Имеет непостоянный театр                             |
| NGT48           | Белый и красный               | 2015–н.в      | 1-е поколение, стажеры                                         | Ниигата (префектура), Ниигата | Команда Nlll и G распались и перешли в 1-е поколение |
| STU48           | Голубой и белый (синий текст) | 2017–н.в      | 1-е поколение, 2-е поколение, стажеры                          | Регион Сэтоути                | Группа выступает на корабле.                         |

| Название группы | Цвет                  | Дата создания | Команды                                      | Локация                | Примечания                                                                       |
| --------------- | --------------------- | ------------- | -------------------------------------------- | ---------------------- | -------------------------------------------------------------------------------- |
| JKT48           | Красный               | 2011–н.в      | Команда J, Команда KIII, Team T, Академия    | Джакарта, Индонезия    | Первая зарубежная сестринская группа                                             |
| BNK48           | Цвет орхидеи          | 2017–н.в      | Команда BIII, Команда NV, стажёры            | Бангкок, Таиланд       | Также есть сестринская группа, CGM48                                             |
| MNL48           | Синий                 | 2018–н.в      | Команда MII, Команда NIV, Команда L, стажёры | Манила, Филиппины      | Это единственная сестринская группа, которая дебютировала ровно с 48 участницами |
| AKB48 Team SH   | Белый и розовый       | 2018–н.в      | Команда SH, стажёры                          | Шанхай, Китай          | Заменены SNH48 в Китае                                                           |
| AKB48 Team TP   | Цвет манго (градиент) | 2018–н.в      | Daisy, Bellflower, Sakura, стажеры           | Тайбэй, Тайвань        | Бывшие TPE48                                                                     |
| CGM48           | Бирюзовый             | 2019–н.в      | Команда C, стажёры                           | Чиангмай, Таиланд      | Первая сестринская подгруппа BNK48                                               |
| KLP48           | Зелёный               | 2024–н.в      | TBA                                          | Куала-Лумпур, Малайзия |                                                                                  |

## Бывшие группы
| Название | Цвет | Годы      | Команды                                                  | Локация          | Примечания                                                      |
| -------- | ---- | --------- | -------------------------------------------------------- | ---------------- | --------------------------------------------------------------- |
| SDN48    | Teal | 2009–2012 | 1-е поколение, 2-е поколение (позже 2-е + 3-е поколение) | Акихабара, Токио | Шоу для фанатов от 18 лет и старше. Расформированы в 2012 году. |

| Название | Цвет           | Годы      | Команды | Локация                   | Примечания |
| -------- | -------------- | --------- | --- | ------------------------- | --- |
| SNH48    | Светло-голубой | 2013–2016 | Команда SII, Команда NII, Команда HII, Команда X, Команда LXS, Команда XII, Команда XII, Команда FT, стажёрки | Шанхай, Китай             | Объявлены независимыми в 2012.                                                                                           |
| SGO48    | Лотус          | 2018–2021 | Трейни | Хошимин (Сайгон), Вьетнам | ФанДебют состоялся 22 декабря 2018 года. Расформированы из-за пандемии COVID-19 во Вьетнаме.                             |
| IZ*ONE   | Светло-розовый | 2018-2021 | - | Сеул, Южная Корея         | Сформированы на Produce 48                                                                                               |
| DEL48    | Оранжево-белый | 2019–2020 | Трейни | Дели, Индия               | Выбраны трейни 1-го поколения. Распущен из-за пандемии COVID-19.                                                         |
| MUB48    | Зелено-белый   | -         | - | Мумбай, Индия             | Бывшие MUM48. Закрытие на неопределенный срок после прекращения деятельности в течение Распространение COVID-19 в Индии. |